# Leonardo Pinzauti
Leonardo Pinzauti (Florència, 17 de novembre de 1926) és un crític musical i periodista italià.

## Biografia
Va començar a estudiar música a l'edat de 7 anys, va prendre classes del violí amb Vincenzo Papini i Sandro Materassi. Es va llicenciar en Lletres en la Universitat de Florència amb una tesi sobre la història de la música de la ciutat de Florència, sota la direcció de Fausto Torrefranca, de qui més tard es va convertir en assistent. Va ser violinista a l'orquestra Maggio Musicale Fiorentino i va ensenyar història de la música en el Conservatori Luigi Cherubini de Florència. Com a periodista va ser crític musical d'Il Nuovo Corriere, del diari polític catòlic Giornale del Mattino (del qual també va ser director general entre els anys 1960 a 1963) i el 1965 de La Nazione; va ser co-editor de la revista Nuova Rivista Musicale Italiana, i des de 1993 a 1996, president de l'Associazione nazionale critici musicali.

## Obra
- Gli arnesi della musica, Vallecchi, Firenze, 1965
- Il Maggio Musicale Fiorentino dalla prima alla trentesima edizione. Firenze : Vallecchi, 1967
- Puccini: una vita. Firenze : Vallecchi editore, 1974, Nuova ERI (RAI), Torino, 1975
- La musica e le cose, Vallecchi, Firenze, 1977
- Musicisti d'oggi, venti colloqui, Nuova ERI (RAI), Torino, 1978, ISBN 883970048-X
- L'Accademia musicale chigiana : da Boito a Boulez. Milano : Electa, 1982
- Variazioni su un tema : ritratti di musicisti dal vivo e a memoria. Firenze : Passigli, 1991, ISBN 8836802060
- Storia del Maggio : dalla nascita della Stabile orchestrale fiorentina (1928) al festival del 1993. Lucca : Libreria musicale italiana, 1994
- Voglia di violino : cinquant'anni di musica in Italia; prefazione di Luigi Baldacci. Firenze : Passigli, 2000, ISBN 88-368-0671-6
- Adelmo Damerini: ancora nella musica; a cura di Carlo Damerini. Firenze : Edizioni del Poligrafico Fiorentino, 2006, ISBN 9788890249228
- Ritratti e voci di gente passata e articoli del Giornale del Mattino dal 1960 al 1963. Firenze : Polistampa, 2006, ISBN 8859600766